# Torna a Surriento
«Torna a Surriento» («Torna a Sorrento») és una de les cançons napolitanes més conegudes juntament amb «O sole mio», «Funiculì, funiculà» o «Santa Lucia». La música va ser composta el 1902 per Ernesto de Curtis i la lletra en napolità pel seu germà Giambattista, en honor del polític Giuseppe Zanardelli, que havia fet vacances a Sorrento i havia esdevingut President del Consell de Ministres, a fi que tornés a Sorrento, perquè contribuís a la reconstrucció de la ciutat que, en aquella època, estava en un estat deplorable.
La cançó registrada el 1905, obtingué un renom creixent, fins a ser part del repertori dels millors tenors i cantants de música popular. Així, entre els intèrprets més notables hi ha Enrico Caruso, Tito Schipa, Giuseppe Di Stefano, Beniamino Gigli, Mario Lanza, Elvis Presley, Josep Carreras, Plácido Domingo, Luciano Pavarotti, Andrea Bocelli, Meat Loaf, Ana Maria González, Nino Martini, Franco Corelli, Il Volo, entre d'altres.

## Lletra en napolità
| Paroles en napolitain Vide 'o mare quant’è bello, Ispira tantu sentimento, Comme tu a chi tiene a' mente, Ca scetato 'o faie sunnà. Guarda qua chistu ciardino; Siente, sie’ sti sciure arance: Nu profumo accussi fino Dinto 'o core se ne va… E tu dice: "I’ parto, addio!" T’alluntane da stu core… Da sta terra de l'ammore… Tiene 'o core 'e nun turnà? Ma nun me lassà, Nun darme stu turmiento! Torna a Surriento, famme campà! Vide 'o mare de Surriento, che tesoro tene nfunno: chi ha girato tutto 'o munno nun l'ha visto comm'a ccà. Guarda attuorno sti Serene, ca te guardano 'ncantate, e te vonno tantu bene... Te vulessero vasà. E tu dice: "I' parto, addio!" T'alluntane da stu core Da sta terra de l'ammore Tiene 'o core 'e nun turnà? Ma nun me lassà, Nun darme stu turmiento! Torna a Surriento, Famme campà! | Traducció italiana Vedi il mare come è bello! Ispira molto sentimento. Come te che a chi guardi Da sveglio lo fai sognare. Guarda, guarda questo giardino; Sente, senti questi fiori d'arancio. Un profumo così delicato dentro al cuore se ne va... E tu dici: "Io parto, addio!" Ti allontani da questo cuore... Dalla terra dall'amore... Hai il coraggio di non tornare? Ma non lasciarmi, Non darmi questo tormento! Torna a Sorrento, Fammi vivere! Vedi il mare di Sorrento, Che tesori ha nel fondo: Chi ha girato tutto il mondo Non l'ha visto come qua. Guarda intorno queste Sirene, Che ti guardano incantate E ti vogliono tanto bene... Ti vorrebbero baciare. E tu dici: "Io parto, addio!" Ti allontani da questo cuore... Dalla terra dall'amore... Hai il coraggio di non tornare? Ma non lasciarmi, Non darmi questo tormento! Torna a Sorrento, Fammi vivere! | Traducció catalana Mireu que bella és la mar! Ella inspira molts sentiments. Com tu que penses en qui mires El fas somiar despert. Mira, mira aquest jardí; perfuma, olora d'aquestes flors de taronger. Un perfum tan delicat se'n va al cor... I dius: "Jo me'n vaig, adéu!" T’allunyes d'aquest cor... D'aquesta terra de l'amor... Tens el coratge de no tornar? No em deixis, No em facis mal! Torneu a Sorrento, Fes-me viure! Mira la mar de Sorrento, Els tresors que amaga el seu fons: Els que han visitat tot el món No n'han vist cap com aquí. Mira entorn teu, aquestes sirenes, Que et miren encantades I t'estimen tant... Elles voldrien besar-te. I tu dius: "Jo me'n vaig, adéu!" T’allunyes d'aquest cor... D’aquesta terra de l'amor... Tens el coratge de no tornar? No em deixis, No em facis mal! Torna a Sorrento, Fes-me viure! |